# 走绳 (BDSM)
走绳（日语：女の綱渡り），是BDSM活动的一种，是将女性（或男性）的双脚之间和阴部下方放置笔直的绳索，并让对象在绳子上方行走，使其行走时因阴部受到绳子的摩擦而产生快感。也可以在绳子上打结或串上珠子，使其阴部受到更强的刺激。